# Dipulus hutchinsi
Dipulus hutchinsi är en fiskart som beskrevs av Møller och Werner Schwarzhans 2006. Dipulus hutchinsi ingår i släktet Dipulus och familjen Bythitidae. Inga underarter finns listade i Catalogue of Life.